# Jakub Wujek
Jakub Wujek (1541 – 27 d'abril de 1597) fou un sacerdot jessuïta i escriptor religiós polonès famós per haver traduït la Bíblia al polonès.
Va estudiar a l'Acadèmia de Cracòvia de la Universitat Jagellònica, després a Viena i al Collegium Romanum. Acadèmic erudit, tenia un excel·lent domini de les llengües grega antiga, llatina i hebrea. A més de la traducció de la Bíblia, també és conegut pels seus treballs dogmàtics i va tenir molta fama amb les seves col·leccions de sermons Postilla catholica (1573-1575) i Postilla minor (1579-1580).